# Nortozumia
Nortozumia (лат.) — род одиночных ос (Eumeninae). Юго-Восточная Азия.

## Описание
Осы средних размеров (около 1 см). Основная окраска чёрная со светлыми отметинами. Взрослые самки охотятся на личинок насекомых, которые служат кормом для развития собственных личинок осы. От близких родов отличаются следующими признаками: тергит I с латеральными краями, не сходящимися вентрально, стернит I виден по всей длине петиоля; метасомальный петиоль с поперечным килем в базальной части; мезепистернум с эпикнемальным килем. Средние голени с двумя шпорами.

## Классификация
Род был выделен в 1937 году для вида Zethus rufofemoratus Cameron, 1903. Род включают в состав подсемейства Eumeninae. Близок к родам Ectopioglossa, Pseudozumia и Coeleumenes.
- Nortozumia picea Vecht, 1963
- Nortozumia pulchella (Smith, 1858)
- Nortozumia rufofemorata (Cameron, 1903)